# Ландія Микола Олександрович
Микола Олександрович Ландія (26 січня 1919, Кутаїсі — 25 лютого 1984) — радянський хімік-неорганик і физикохимик.
Академік Академії Наук Грузинської РСР (1974—1984).

## Біографія
Закінчив Грузинський політехнічний інститут (1940). У 1945—1960 — працював там же.
У 1960—1972 — директор Інституту неорганічної хімії та електрохімії Академії Наук Грузинської РСР.
У 1972—1981 — академік-секретар Академії Наук Грузинської РСР.
У 1981—1984 — віце-президент Академії Наук Грузинської РСР.

## Наукові досягнення
Основні роботи присвячені хімічній термодинаміці. Розробив новий метод одержання кальцинованої і каустичної соди з сульфату натрію, вугілля і парів води (1945). Визначив (1946—1962) термодинамічні характеристики ряду неорганічних сполук і хімічних процесів. Створив метод точного розрахунку високотемпературної теплоємності твердих неорганічних сполук, широко застосовуваний в термодинамічних дослідження високотемпературних процесів металургії, технології силікатів, неорганічної технології. Розвивав (з 1961) дослідження з експериментальної термодинаміки, досяг високої точності результатів. Вивчив (1965—1979) високотемпературну ентальпію і теплоємність багатьох індивідуальних феритів та їх твердих розчинів. Експериментально виміряв теплоти перетворень (у тому числі магнітних) в безпосередній близькості від точок переходу. Встановив залежність між складом і властивостями, а також між магнітними і тепловими властивостями феритів.

## Нагороди
Нагороджений орденом Червоного прапора, орденом дружби народів, орденом «Знак Пошани».